# Molok (øgle)
 For alternative betydninger, se Molok. (Se også artikler, som begynder med Molok)
Molok eller Tornet djævel (Moloch horridus) er en australsk øgle i agam-familien. Det er den eneste art i slægten Moloch som derved er monotypisk.

## Taksonomi
Molokken blev første gang beskrevet af biologen John Edward Gray i 1841. Selvom det er den eneste art,  i slægten Moloch, har mange taksonomer mistanke om, at en anden, uopdaget art muligvis stadig findes i naturen. Molokken er fjernt beslægtet med de morfologisk lignende nordamerikanske hornøgler af slægten Phrynosoma. Ligheden mellem disse to slægter opfattes som et eksempel på konvergent udvikling.
Navnet på molokken afspejler dens udseende: de to store hornskæl på hovedet for den til at ligne en drage eller djævel. Navnet Moloch blev brugt om en gud i det gamle Mellemøsten, som blev afbildet som et hæsligt dyr.

## Udseende
Molokken bliver op til 21 cm i total lang (inklusiv halen), og kan leve i 15 til 20 år. Hunnerne er større end hannerne. De fleste eksemplarer er farvet i camouflerende nuancer af ørkenbrun og solbrun. Disse farver skifter fra blege farver under varmt vejr til mørkere farver under koldt vejr. Molokken er fuldstændig dækket af kegleformede torne.
En skræmmende række af pigge dækker hele oversiden molokkens krop. Disse pigge hjælper molokken med at forsvare sig mod rovdyr. Desuden bruger molokken camouflage til at undgå prædation. Molokken har en mærkelig gangart som indeholder stop og rysten, når den langsomt bevæger sig omkring i søgen efter mad, vand og mager.

Molokken har også et "falsk hoved" på nakken, som har torne og pigge på, og firbenet præsenterer dette for potentielle rovdyr ved at dukke sit rigtige hoved. Det "falske hoved" er lavet af blødt væv.

## Udbredelse
Molokken lever normalt i det tørre kratland, sandslette og ørken, der dækker det meste af det centrale Australien. Derudover lever molokken også i regionerne med sandet muldjord i Vestaustralien.

## Selvforsvar
Molokken er dækket af hårde, ret skarpe pigge, der afskrækker angreb fra rovdyr ved at gøre den svært at sluge. Den har også et falsk hoved på ryggen. Når den føler sig truet af andre dyr, sænker den hovedet mellem forbenene og præsenterer sit falske hoved. Rovdyr, der spiser molokken, omfatter vilde rovfugle og varaner.

## Føde
Molokken lever hovedsageligt af myrer, og spiser ofte tusindvis af myrer på én dag.[2]
Molokkens skæl er riflede, hvilket gør det muligt for den at opsamle vand ved blot at røre det med en hvilken som helst del af kroppen. Den bruger dog primært benene. Vandet bliver derfra transporteret til munden ved kapillærkraft gennem hygroskopiske riller mellem piggene. Molokken bruger desuden sin krop til at "høste" fugt i form af dug som fortættes på deres kroppe i løbet af nattens ekstremt lave temperaturer. Kapillærkraft gør det også muligt for molokken at absorbere vand fra fugtigt sand. Absorption gennem sand er molokkens vigtigste kilde til vandindtag.

## Reproduktion
Hunnerne lægger 3-10 æg mellem september og december. Hunnen begraver æggene omkring 30 cm under jorden. Æggene klækkes efter omkring tre til fire måneder.